# Тисецкий, Григорий Анатольевич
Григо́рий Анато́льевич Тисе́цкий (род. 24 ноября 1985 году) — белорусско-польский кинорежиссёр, сценарист и писатель. Живёт в Лодзи (Польша).

## Биография
Родился в 1985 в Минске (Беларусь).
В 2002 году выходит сборник стихов «Ангельский симпозиум». В 2003 году Тисецкий становится обладателем сразу трёх литературных наград: премии Союза белорусских писателей, премии имени Германа Гессе, Гран-при Илья-Премии (Россия). С 2005 года работает как кинорежиссёр.

## Фильмография
- 2005 год — Евгения / Evgenia
- 2006 год — Пленница / Niewolnica
- 2006 год — Трапеза / Jadlo
- 2007 год — Дым / Dym (короткометражный, 8 минут)